# Hans Schauer
Hans Schauer (* 12. August 1926 in Hannover; † 2010) war ein deutscher Diplomat, der zuletzt zwischen 1985 und 1991 Botschafter in Australien war.

## Leben
Schauer wurde nach dem Notabitur im Zweiten Weltkrieg 1943 zum Kriegsdienst bei der Wehrmacht eingezogen und geriet in der Folgezeit in Kriegsgefangenschaft, aus der er 1946 entlassen wurde. Anschließend begann er ein Studium der Rechtswissenschaften an der Georg-August-Universität Göttingen, das er nach der ersten juristischen Staatsprüfung 1953 mit der zweiten juristischen Staatsprüfung abschloss. Zugleich schloss er am 30. Juli 1953 seine Promotion zum Dr. jur. mit einer Dissertation mit dem Titel Die Entwicklung des Gedankens der Verhältniswahl in der staatstheoretisch-politischen Diskussion an der Universität Göttingen ab.
1953 trat Schauer in den höheren auswärtigen Dienst ein und war zu Beginn Mitarbeiter der Abteilung 1 (Personal- und Verwaltungsabteilung) in der Zentrale des Auswärtigen Amtes in Bonn sowie danach zwischen 1955 und 1958 an der Botschaft in Schweden. Nach einer Verwendung von 1958 bis 1959 am Generalkonsulat in Zürich war er zwischen 1959 und 1962 an der Botschaft in der Schweiz tätig. 1962 wurde er zum Bundespräsidialamt abgeordnet und war dort bis 1965 Persönlicher Referent des Chefs des Bundespräsidialamtes Hans-Heinrich Herwarth von Bittenfeld. Nachdem er von 1965 bis 1970 zunächst als Legationsrat Erster Klasse sowie ab dem 26. August 1968 als Botschaftsrat an der Botschaft im Vereinigten Königreich tätig war, folgte im September 1970 eine erneute Abordnung. Diesmal war er bis 1974 Referent für Entwicklungspolitik, weltweite internationale Organisationen und bilaterale Beziehungen zu Asien, Afrika und Lateinamerika in der Abteilung II (Auswärtige und innerdeutsche Beziehungen, äußere Sicherheit) des Bundeskanzleramtes. Anschließend war er zwischen 1974 und 1979 Mitarbeiter der Botschaft in den USA sowie von 1979 bis 1982 erneut im Bundeskanzleramt.
Nach einer kurzzeitigen Verwendung 1982 als Leiter der Unterabteilung 21 der Abteilung 2 (Politische Abteilung) des Auswärtigen Amtes, war Schauer zwischen 1982 und 1985 Ministerialdirigent und Leiter der Unterabteilung 21 der Abteilung 2.
Zuletzt wurde er im August 1985 Nachfolger von Wilhelm Fabricius als Botschafter in Australien. Als solcher war er zugleich in Nauru, Papua-Neuguinea, Salomonen und Vanuatu akkreditiert. Den Botschafterposten bekleidete er bis zu seinem Eintritt in den Ruhestand 1991 und wurde daraufhin durch Franz Keil abgelöst.
Nach seinem Eintritt in den Ruhestand engagierte sich Schauer in dem am 1. Januar 1994 von Manfred Brunner gegründeten Bund freier Bürger (BfB). Kurz vor der Europawahl am 12. Juni 1994 trat er jedoch zusammen mit Erwin Wickert, der früher Botschafter in Rumänien und zuletzt zwischen 1976 und 1980 Botschafter in der Volksrepublik China war, und Ralph Gutmann unter massiver Kritik am Parteikurs als Vorstandsmitglied zurück.

## Veröffentlichung
- Die Entwicklung des Gedankens der Verhältniswahl in der staatstheoretisch-politischen Diskussion, Dissertation Universität Göttingen, Göttingen 1953